# Rocky Raccoon
«Rocky Raccoon» és una cançó de The Beatles publicada al seu àlbum de 1968 The Beatles. Escrita per Paul McCartney, es va inspirar per compondre-la mentre tocava la guitarra amb John Lennon i Donovan Leitch durant el retir espiritual a l'Índia de la banda. Està acreditada a Lennon/McCartney.

## Composició
El nom de la cançó ve del seu protagonista, que originalment es deia Rocky Sassoon, però McCartney li va canviar el nom a Rocky Raccoon perquè sonava "més a cowboy". George Martin va tocar el piano honky tonk d'estil western. Es va especular que el tema és una paròdia de l'àlbum John Wesley Harding de Bob Dylan, per la pronunciació al principi de la cançó, l'harmònica i el moralisme artificial.

## Personal
- Paul McCartney: Veu, guitarra acústica (Martin & Co. D-28)
- John Lennon: Cors, harmònica (Höhner Diatònica en C), guitarra baríton (Fender Bass VI)
- George Harrison: Cors
- Ringo Starr: Bateria (Ludwig Super Classic).
- George Martin: Piano (Challen Upright).

Segons Beatles Music Story